# 雷维尼亚迪
雷维尼亚迪是葡萄牙波尔图区的一个堂区。总面积4.03平方公里，总人口810人，人口密度201人/平方公里。